# 莫頓格羅夫 (伊利諾伊州)
莫頓格羅夫（英語：Morton Grove）是位於美國伊利諾伊州庫克縣的一座村落。

## 地理
莫頓格羅夫的座標為42°02′26″N 87°46′57″W / 42.04056°N 87.78250°W，而該地最高點為海拔高度190米（即623英尺）。

## 人口
根據2010年美國人口普查的數據，莫頓格羅夫的面積為13.18平方千米，當中陸地面積為13.18平方千米，而水域面積為0.00平方千米。當地共有人口23270人，而人口密度為每平方千米1,765人。